# Bruno Paulista
Bruno Jacinto da Silva, mais conhecido como Bruno Paulista (Nova Odessa, 21 de agosto de 1995), é um futebolista brasileiro que atua como volante. Atualmente, está sem clube.

## Carreira

### Bahia
Bruno Paulista estreou profissionalmente em 6 de agosto de 2014, no triunfo por 1–0 sobre o Corinthians, na Arena Fonte Nova, válido pela Copa do Brasil. Com boa técnica e chutes fortes de fora da área, se destacou na reta final do Brasileirão de 2014, após a equipe perder boa parte de suas opções para o meio-campo. O garoto ganhou uma chance no time titular, quando Charles Fabian assumiu a equipe interinamente. Por ter boa saída e visão de jogo, foi logo bem recebido pela torcida tricolor que carecia de jogadores dessa qualidade.
No dia 7 de fevereiro de 2015, Bruno marcou seu primeiro gol vestindo a camisa do Bahia na condição de atleta profissional, em um jogo válido pelo Campeonato Baiano, contra o Jacobina no Estádio de Pituaçu. A partida terminou com o placar de 3–1 para o Tricolor de Aço e o jogador saiu de campo muito feliz:
"Essa camisa aqui, todo mundo sabe o significado que tem. Graças a Deus, pude vestir ela. Estou fazendo de tudo para fazer a alegria do torcedor, e graças a Deus estou conseguindo fazer isso."
No dia 10 de fevereiro de 2015, Bruno Paulista renovou seu contrato com o Bahia até o final de 2018, com multa rescisória de 30 milhões de euros (cerca de 96 milhões de reais), porém no dia 5 de agosto de 2015, foi anunciada a venda do jogador para o Sporting por 3,5 milhões de euros (um pouco mais de 13 milhões de reais).

### Sporting
A princípio, Bruno foi utilizado na equipe B do clube português, sendo relacionado pela primeira vez na equipe principal, em uma derrota por 3–1 para o Lokomotiv da Rússia, em pleno José Alvalade, válida pelo Grupo H da Europa League. Marcou seu primeiro gol pela equipe principal, logo em sua estreia, contra o Vilafranquense, no Estádio António Coimbra da Mota; o gol de cabeça ajudou a formar a goleada por 4–0, válida pela Taça de Portugal.
Em sua primeira passagem pelo futebol europeu, o volante conviveu com lesões e falta de oportunidades, e não obteve a mesma sequencia dos tempos de Bahia.

### Vasco da Gama
No dia 30 de junho de 2017, após meses treinando no Vasco da Gama, Bruno enfim acertou a transferência por empréstimo de um ano com o clube carioca. A negociação envolveu uma série de pendências burocráticas. Fez sua estreia pelo clube, no clássico contra o Flamengo em São Januário, válido pelo Brasileirão; o Cruzmaltino saiu de campo com a derrota por 1–0 e o jogador saiu de campo lesionado antes do fim da partida. Sem conseguir se firmar na equipe principal, Bruno Paulista passou a treinar separado do elenco Cruzmaltino em abril de 2018. Durante a pausa para a Copa de 2018, Bruno Paulista deixou o Clube.

### Londrina
Em 28 de março de 2019, foi apresentado como novo reforço do Londrina para o restante da temporada.

## Seleção Brasileira
Bruno foi convocado para defender a Seleção Brasileira nos Jogos Pan-Americanos de 2015, no Canadá. Foi titular e conquistou a medalha de bronze.

## Estatísticas
Até 25 de fevereiro de 2018.
| Clube             | Temporada         | Campeonato nacional | Campeonato nacional | Copa nacional[a] | Copa nacional[a] | Competições internacionais[b] | Competições internacionais[b] | Outros torneios[c] | Outros torneios[c] | Total | Total |
| Clube             | Temporada         | Jogos               | Gols                | Jogos            | Gols             | Jogos                         | Gols                          | Jogos              | Gols               | Jogos | Gols  |
| ----------------- | ----------------- | ------------------- | ------------------- | ---------------- | ---------------- | ----------------------------- | ----------------------------- | ------------------ | ------------------ | ----- | ----- |
| Bahia             | 2014              | 9                   | 0                   | —                | —                | —                             | —                             | —                  | —                  | 9     | 0     |
| Bahia             | 2015              | 5                   | 0                   | 2                | 0                | —                             | —                             | 18                 | 2                  | 25    | 2     |
| Bahia             | Total             | 14                  | 0                   | 2                | 0                | —                             | —                             | 18                 | 2                  | 34    | 2     |
| Sporting B        | 2015-16           | 3                   | 0                   | —                | —                | —                             | —                             | —                  | —                  | 3     | 0     |
| Sporting B        | Total             | 3                   | 0                   | —                | —                | —                             | —                             | —                  | —                  | 3     | 0     |
| Sporting          | 2015-16           | 1                   | 0                   | 1                | 1                | 2                             | 0                             | —                  | —                  | 4     | 1     |
| Sporting          | 2016-17           | 3                   | 0                   | —                | —                | —                             | —                             | —                  | —                  | 3     | 0     |
| Sporting          | Total             | 4                   | 0                   | 1                | 1                | 2                             | 0                             | —                  | —                  | 7     | 1     |
| Vasco da Gama     | 2017              | 10                  | 0                   | —                | —                | —                             | —                             | —                  | —                  | 10    | 0     |
| Vasco da Gama     | 2018              | –                   | –                   | –                | –                | –                             | –                             | 4                  | 0                  | 4     | 0     |
| Vasco da Gama     | Total             | 10                  | 0                   | —                | —                | —                             | —                             | 4                  | 0                  | 14    | 0     |
| Total na carreira | Total na carreira | 31                  | 0                   | 3                | 1                | 2                             | 0                             | 22                 | 2                  | 58    | 3     |

- a. ^ Jogos da Copa do Brasil e da Taça de Portugal
- b. ^ Jogos da Liga Europa da UEFA
- c. ^ Jogos de Campeonatos estaduais, Torneios regionais e Torneios amistosos

## Títulos
Bahia
- Campeonato Baiano: 2015

Paysandu
- Campeonato Paraense: 2021